# ノーイ川
ノーイ川（タイ語：แม่น้ำน้อย、Maenam Noi）は、タイを流れる川の一つ。チャオプラヤー川の分流の一つ。チャイナート県、シンブリー県、アーントーン県、アユタヤ県の4県を流れる。ノイ川とも記述される。

## 概要
ノーイ川は、チャイナート県ムアンチャイナート郡南部チャオプラヤーダムからシンブリー県バーンラチャン郡、カーイバーンラチャン郡、ターチャーン郡、 アーントーン県ポートーン郡を通過し、アユタヤ県に入り、さらにパックハイ郡、セーナー郡を通過して、バーンサイ郡で再びチャオプラヤー川に合流する。